# 造父二
仙王座ζ（造父二），又名BD+57 2475，HD 210745、SAO 34137、HR 8465，是仙王座的一颗恒星，视星等为3.35，位于銀經103.06，銀緯1.67，其B1900.0坐标为赤經22h 7m 23s，赤緯+57° 1.67′ 30″。仙王座的一个橙色超巨星，光谱为K1.5Ib，这个恒星距离我们大约850光年，真实光度约是太阳的4500倍。该星的总质量约为太阳的8倍，富含金属元素。这个恒星的金属量是太阳的1.6倍。根据表面温度和总光度，推导出这颗恒星的大小为太阳的126倍。